# Nabój .338 Lapua Magnum
.338 Lapua Magnum (8,6 × 70 mm lub 8,58 × 70 mm) – jest nabojem karabinowym centralnego zapłonu, bez kryzy wystającej przeznaczonym dla karabinów wyborowych. Z uwagi na wysokie parametry balistyczne zdobywa także dużą popularność jako nabój do broni myśliwskiej. Projektantem naboju jest fińskie przedsiębiorstwo Lapua.
Nabój .338 Lapua Magnum jest kompromisem pomiędzy standardowymi nabojami NATO o kalibrach 7,62 mm NATO i 12,7 mm NATO pozwalającym zbudować karabin wyborowy o zasięgu skutecznym powyżej 1000 m, a jednocześnie wymiarach i masie mniejszej niż wkbw. Obecnie produkowana jest szeroka gama pocisków kalibru .338 przeznaczonych dla tego naboju. W wojsku najczęściej stosowany jest klasyczny nabój pełnopłaszczowy, rzadziej przeciwpancerny pocisk posiadający przebijalność 20 mm RHA z dystansu 200 m. Snajperzy policyjni i myśliwi używają dodatkowo amunicji o zwiększonej zdolności obalającej (grzybkującej, fragmentującej itp.).

Wymiary naboju .338 Lapua Magnum

## Rekord świata
Brytyjski Corporal of Horse (Kapral Kawalerzysta) żołnierz Household Cavalry (Kawalerii Królewskiej), strzelec wyborowy Craig Harrison zastrzelił w listopadzie 2009 z karabinu L115A3 na nabój .338 LM dwóch talibów w Afganistanie z odległości 2475 m.